# مارسيلو بوش
مارسيلو بوش (بالإسبانية: Marcelo Bosch) هو لاعب اتحاد الرغبي أرجنتيني، ولد في 7 يناير 1984 في بوينس آيرس في الأرجنتين.

## وصلات خارجية
- مارسيلو بوش على موقع دوري الرغبي الممتاز (الإنجليزية)
- مارسيلو بوش على موقع سلسلة سباعيات الرغبي العالمية - رجال (الإنجليزية)
- مارسيلو بوش عل موقع إسبنسكروم (الإنجليزية)
- مارسيلو بوش على موقع ItsRugby.co.uk (الإنجليزية)